# Astragalus auganus
Astragalus auganus är en ärtväxtart som beskrevs av Aleksandr Andrejevitj Bunge. Astragalus auganus ingår i släktet vedlar, och familjen ärtväxter. Inga underarter finns listade i Catalogue of Life.